# Dan Slott
Dan Slott (né en 1967) est un scénariste de comics américain.

## Biographie
Dan Slott a commencé dans les comics en 1991 avec Mighty Mouse #10 pour Marvel Comics. Il réalisa ensuite un grand nombre d'histoires pour l'anthologie Marvel Comics Presents et quelques autres travaux pour Marvel.
Il a aussi travaillé chez DC Comics sur nombre d'adaptations de dessins animés avant de se faire remarquer en 2003 sur Arkham Asylum: Living Hell, une mini-série de 6 épisodes mettant en scène une plongée assez noire et gothique dans les entrailles du célèbre asile de Gotham City illustrée par Ryan Sook.
Il est devenu célèbre depuis qu'il a relancé en 2004 She-Hulk pour Marvel, une série délirante qui allie métaphysique de la BD (comme la version de John Byrne) et humour sitcom (comme les Formerly Known as the Justice League ou Defenders de Keith Giffen et J.M. DeMatteis).
Dans la foulée, il a aussi scénarisé une mini-série Spider-Man/Human Torch très drôle. Il y accorde un grand soin à la continuité Marvel. Il a également livré la mini-série consacrée aux Great Lakes Avengers, toujours réussie dans le registre humoristique et assez émouvante[passage promotionnel]. Il travaille en 2005 sur le retour de la série She-Hulk, ainsi qu'une série The Thing, qui semble plus orientée vers l'action.
Depuis novembre 2010, Dan Slott écrit les principales aventures de Spider-Man dans le comics The Amazing Spider-Man et par la suite dans The Superior Spider-Man.

## Publications (non exhaustif)
(les titres suivis d'un * ont été traduits en français, même partiellement)
- 2099 Unlimited #7 (Marvel, 1995)
- Aladdin #2, 11 (Marvel)
- Arkham Asylum: Living Hell #1-6 (DC, 2003)
- Big Max #1 (Mr Comics, 2006)
- Dexter's Laboratory #4, 14 (DC, 1999, 2000)
- Doc Samson #1-4 (Marvel, 1996)
- Earthworm Jim #1-3 (Marvel, 1995-1996)
- Excalibur vol.1 #68 (Marvel, 1993)
- G.L.A. 1-4 (Marvel, 2005)
- Justice League Adventures #4, 6, 11, 13 (DC, 2002, 2003)
- Looney Tunes #20, 25-26, 44, 47, 49-50, 52, 57, 59, 62, 65, 70, 75 (DC, 1995-200)
- Marvel Comics Presents #89, 93, 98-99, 116, 119, 129-130, 132-136, 148, 156 (Marvel, 1991-1994)
- Marvel Tales Annual #256 (Marvel, 1991)
- Midnight Sons Unlimited #9 (Marvel, 1995)
- Mighty Mouse #10 (Marvel, 1991)
- New Warriors Annual #1 (Marvel, 1991) *
- Night Thrasher #13-14 (Marvel, 1994)
- The Original Ghost Rider #3, 5 - 12, 15, 19 (Marvel, 1992-1994)
- Powdered Toast Man Special #1 (Marvel, 1994)
- Powdered Toastman's Cereal Serial #1 (Marvel, 1995)
- Power Pack Holiday Special #1 (Marvel, 1992)
- The Punisher: Back to School Special #2 (Marvel, 1993)
- The Punisher Summer Special #1 (Marvel, 1991)
- The Ren and Stimpy Show #1-19
- The Ren and Stimpy Show: Don't Try this at Home #1
- The Ren and Stimpy Show: Eenteractive Special #1
- The Ren and Stimpy Show: Holiday Special 1994 #1
- The Ren and Stimpy Show: Pick of the Litter #1
- The Ren and Stimpy Show: Running Joke #1
- The Ren and Stimpy Show: Seeck Little Monkeys #1
- The Ren and Stimpy Show Special #1, 3
- The Ren and Stimpy Show: Tastes like Chicken #1
- The Ren and Stimpy Show: Your Pals #1
- She-Hulk vol. 1 #1-12 (Marvel, 2004-2005)
- She-Hulk vol. 2 #1-21 (Marvel, 2005-2007)
- Sleepwalker #25 (Marvel, 1993)
- Spider-Man/Human Torch #1-5 (Marvel, 2005) *
- The Amazing Spider-Man vol. 1 #546-#548, #559-#561, #564, #568-#573, #581-#582, #590-#591, #600, #618-#621, #647-#660, #662-676, #678-#700 (2010-2012) vol.3 #1- (2014-en cours)
- The Superior Spider-Man #1-33 (2013-2014 )
- Superman Adventures #40, 57 (DC, 2000, 2001)
- Tomb Raider #50 (Top Cow)
- Venom Super Special #1 (Marvel, 1995) *
- Venom: Sinner Takes All #1-4 (Marvel, 1995)
- What the -- ?! #22-23, #26 (Marvel)
- What If ? #52, 63 (Marvel,1993, 1994)
- Wonder Man Annual #2 (Marvel, 1993)
- X-Force Annual #1 (Marvel, 1992)
- X-Men Annual #1 (Marvel, 1992) *

## Récompenses
- 2016 : Prix Eisner du meilleur numéro pour Silver Surfer n°11 : Never After (avec Mike Allred)
- 2022 : prix Inkpot, pour l'ensemble de son œuvre[1].